# 베르나트 마르토렐

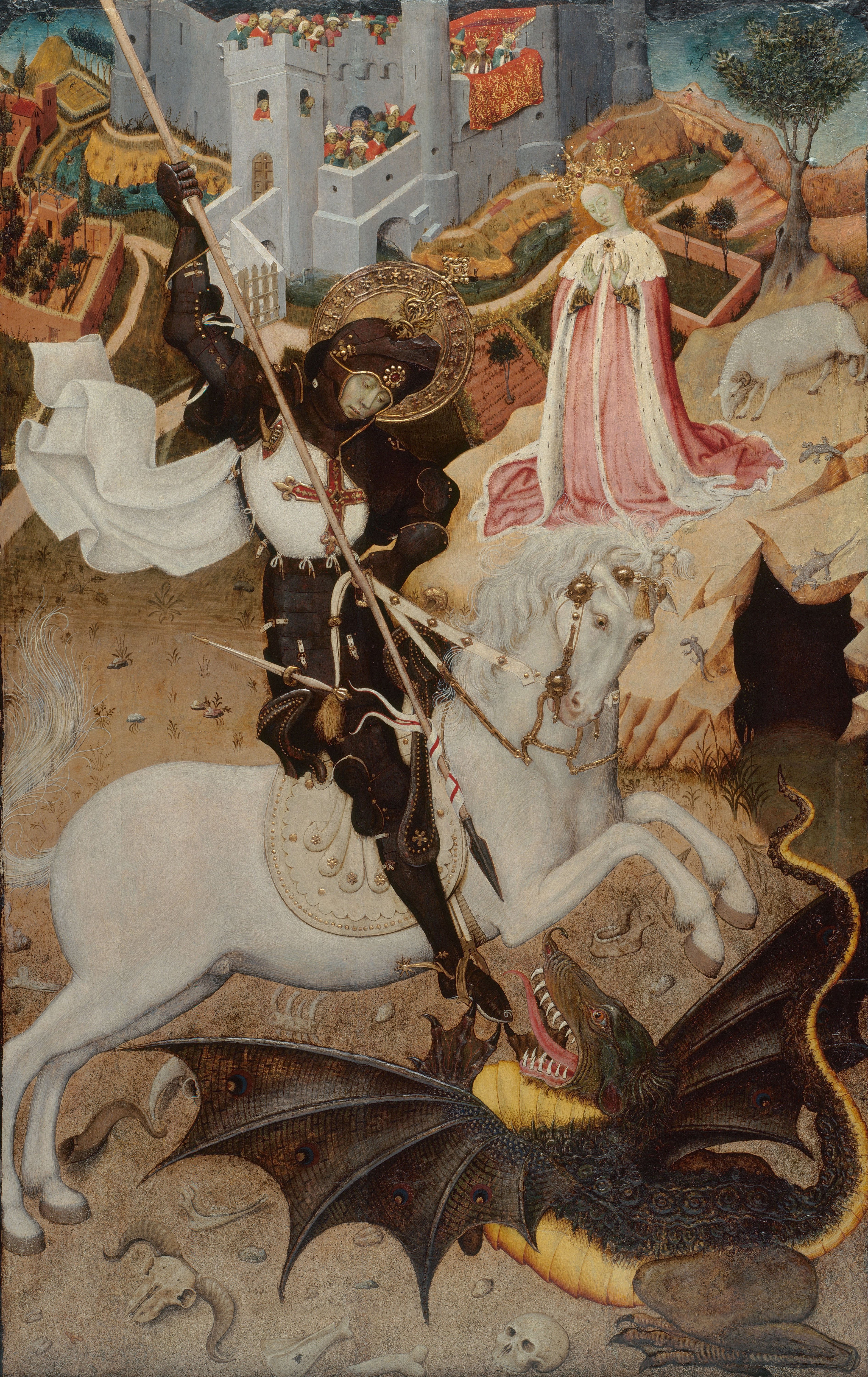
《용을 죽이는 성 게오르기우스》 (1430년부터 1435년 사이에 제작, 시카고 미술관 소장)

베르나트 마르토렐(카탈루냐어: Bernat Martorell, 스페인어: Bernardo Martorell 베르나르도 마르토렐[*], 생년 미상 ~ 1452년)은 스페인의 화가이다. 카탈루냐 지방 바르셀로나에서 국제적인 고딕 양식을 주도한 화가로 알려져 있다. 마르토렐은 제단에 새겨진 조각의 사본 삽화를 제작했고 자수품을 위한 설계를 제공했다.

## 생애

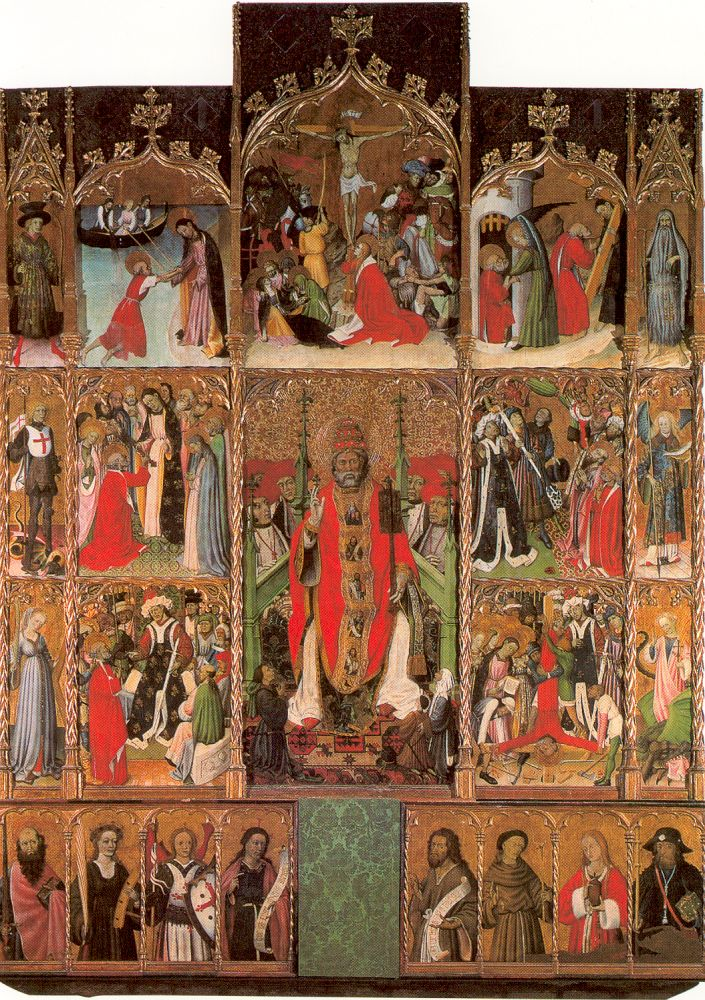
《푸볼의 성 페레의 제단화》 (1430년대 말기에 제작, 지로나 미술관 소장)

1427년 이전의 생애에 대해서는 거의 알려지지 않았지만 마르토렐은 15세기 중기에 카탈루냐의 선구적인 화가의 한 사람이 되어 있었다. 마르토렐의 그 양식은 류이스 보라사와 같은 그 이전의 카탈루냐 고딕 화가들과는 대조적이고 다른 것이다. 그의 전기에 그 증거가 되는 기록이 기록된 것은 아니지만 당시 플랑드르의 회화에 가까운 특징을 볼 수 있다. 또한 피사넬로, 사세타, 젠틸레 다 파브리아노 등과 같은 당시 이탈리아의 화가들과 마르토렐 사이에 있는 양식적 유사점에 대해서는 어떤 문헌적 증거도 남아 있지 않다.
카브레라 데 마르의 《세례자 요한의 등장》(바르셀로나 사립 박물관 소장)은 마르토렐의 작품으로 여겨진다. 만약 그가 이 그림을 실제로 그렸다면 카탈루냐의 다른 국제적인 고딕 양식의 화가들과 마르토렐 사이에 있는 양식의 차이를 설명할 수 있다. 그러나 마르토렐이 이것을 그렸다는 것을 입증할 수 있는 결정적인 문헌적 증거도 없기 때문에 작자에 대해서는 논쟁의 대상이 되고 있다.
마르토렐의 현존하는 초기 작품은 자신의 수호 성인이 그려진 《용을 죽이는 성 게오르기우스》(템페라 양식, 시카고 미술관 소장)이다. 1430년대 초반에 제작된 이 작품은 이미 탁월한 화가에 의해서만 이루어지는 같은 복잡한 구성과 풍부한 색채, 세부 표현을 나타내고 있다. 그림에서 등장하는 세부적인 표현은 마르토렐 이전의 카탈루냐 고딕 미술에는 존재하지 않았다.
같은 시기에 마르토렐은 시편과 시념서를 소재로 한 삽화를 제작함과 동시에 《그리스도의 수난의 제단화》(바르셀로나 대성당 박물관 소장)를 제작했다. 《성 빈첸시오의 제단화》(전체가 현존함), 《시라쿠사의 성 루치아의 제단화》(가운데 상단은 다른 화가에 의해서 그려진 것으로 알려져 있음) 2점 역시 1430년대에 그려진 것으로 추정된다.
마르토렐은 1437년에 푸볼의 교회를 위해 《푸볼의 성 페레의 제단화》의 제작에 착수한다. 성 베드로에게 봉헌된 이 제단화는 현재는 지로나 미술관에 소장되어 있으며 마르토렐에 의해 기록된 문서가 남는 유일한 작품이다. 이 제단화는 1440년대 초반에 완성했되었. 이와 매우 비슷한 양식은 비나익사 교구 교회에 소장된 《성 요한의 등장》, 라포블라데세르볼레스의 《성 미카엘의 등장》에서도 찾아볼 수 있다. 여기에 보이는 양식은 마르토렐의 초기 작품보다는 세부에 대한 애착이 더 뚜렷하게 나타나고 있다.
1445년부터 1452년 사이에 마르토렐은 바르셀로나 대성당의 《그리스도의 변신 제단화》, 산타마리아델마르 성당의 《성모 마리아 제단화》를 제작했다. 또한 마르토렐은 1450년부터 1451년 사이에 자수업자인 안토니오 사두르니가 제작한 성 조르디의 제단 정면에 보존된 모델을 제공한 것으로 추정된다.